# Seyssuel
Ne doit pas être confondu avec Seyssel.
Seyssuel est une commune française située dans le département de l'Isère, en région Auvergne-Rhône-Alpes.

## Géographie

### Localisation
La commune est située dans l'aire urbaine de Vienne et dans son unité urbaine, au nord-ouest du département de l'Isère, immédiatement au nord de la ville de Vienne (Isère). La commune surplombe le Rhône dont elle constitue la rive gauche (est).
Seyssuel s'étend sur 9,8 km2 et est entourée par les communes de Chasse-sur-Rhône, Communay et Chuzelles.
Le village est situé à 4 km au nord-ouest de Vienne, la plus grande ville à proximité.
La commune de Seyssuel se situe au nord-ouest du département de l'Isère, elle dépend du canton de Vienne-Nord.
Bénéficiant d’un accès privilégié, Seyssuel est reliée : au sud, à Vienne, par la RN 7 et la RD 4 ; au nord, à Lyon, par les autoroutes A7, A46 et par la RN 7. Seyssuel est traversée par de multiples sentiers pédestres qui donnent l'occasion de découvrir et d'admirer les richesses naturelles de sa faune et de sa flore : les boisements sont constitués essentiellement de feuillus (chênes, châtaigniers, frênes, acacias) et, malgré la progression de l’urbanisation, le territoire de Seyssuel offre encore un biotope favorable pour différents gibiers : perdrix, faisans, lièvres ou encore chevreuils et sangliers dans le vallon du Gorneton et les coteaux limitrophes. De plus, certains endroits surplombent le Rhône, ce qui offre une vue panoramique des alentours.

### Communes limitrophes
| Loire-sur-Rhône, Chasse-sur-Rhône | Communay | Chuzelles |
| Saint-Romain-en-Gal               | Seyssuel | Chuzelles |
| Saint-Romain-en-Gal               | Vienne   | Vienne    |

### Hydrographie
Le cours d'eau qui traverse Seyssuel est le ruisseau du Gorneton. Seyssuel est une commune bordée par le Rhône.

### Climat
Pour des articles plus généraux, voir Climat d'Auvergne-Rhône-Alpes et Climat de l'Isère.
En 2010, le climat de la commune est de type climat océanique altéré, selon une étude du Centre national de la recherche scientifique s'appuyant sur une série de données couvrant la période 1971-2000. En 2020, Météo-France publie une typologie des climats de la France métropolitaine dans laquelle la commune est dans une zone de transition entre le climat semi-continental et le climat de montagne et est dans une zone de transition entre les régions climatiques « Moyenne vallée du Rhône » et « Nord-est du Massif Central ». 
Pour la période 1971-2000, la température annuelle moyenne est de 11,5 °C, avec une amplitude thermique annuelle de 17,8 °C. Le cumul annuel moyen de précipitations est de 832 mm, avec 8,6 jours de précipitations en janvier et 6,3 jours en juillet. Pour la période 1991-2020, la température moyenne annuelle observée sur la station météorologique de Météo-France la plus proche, « Luzinay », sur la commune de Luzinay à 9 km à vol d'oiseau, est de 12,7 °C et le cumul annuel moyen de précipitations est de 928,1 mm,. Pour l'avenir, les paramètres climatiques de la commune estimés pour 2050 selon différents scénarios d'émission de gaz à effet de serre sont consultables sur un site dédié publié par Météo-France en novembre 2022.

### Voies de communication et transports
L'autoroute A7 qui relie les agglomérations de Lyon et de Marseille longe le Rhône à Seyssuel. C'est la D4E qui traverse le centre-village.

## Urbanisme

### Typologie
Au 1er janvier 2024, Seyssuel est catégorisée ceinture urbaine, selon la nouvelle grille communale de densité à sept niveaux définie par l'Insee en 2022.
Elle appartient à l'unité urbaine de Vienne, une agglomération inter-départementale regroupant 25  communes, dont elle est une commune de la banlieue,,. Par ailleurs la commune fait partie de l'aire d'attraction de Lyon, dont elle est une commune de la couronne,. Cette aire, qui regroupe 397 communes, est catégorisée dans les aires de 700 000 habitants ou plus (hors Paris),.

### Occupation des sols
L'occupation des sols de la commune, telle qu'elle ressort de la base de données européenne d’occupation biophysique des sols Corine Land Cover (CLC), est marquée par l'importance des territoires agricoles (53,8 % en 2018), en augmentation par rapport à 1990 (52,5 %). La répartition détaillée en 2018 est la suivante : 
zones agricoles hétérogènes (31,4 %), terres arables (19,1 %), forêts (17,3 %), zones urbanisées (13,2 %), zones industrielles ou commerciales et réseaux de communication (5,8 %), milieux à végétation arbustive et/ou herbacée (5,7 %), eaux continentales (4,2 %), prairies (3,3 %). L'évolution de l’occupation des sols de la commune et de ses infrastructures peut être observée sur les différentes représentations cartographiques du territoire : la carte de Cassini (XVIIIe siècle), la carte d'état-major (1820-1866) et les cartes ou photos aériennes de l'IGN pour la période actuelle (1950 à aujourd'hui).

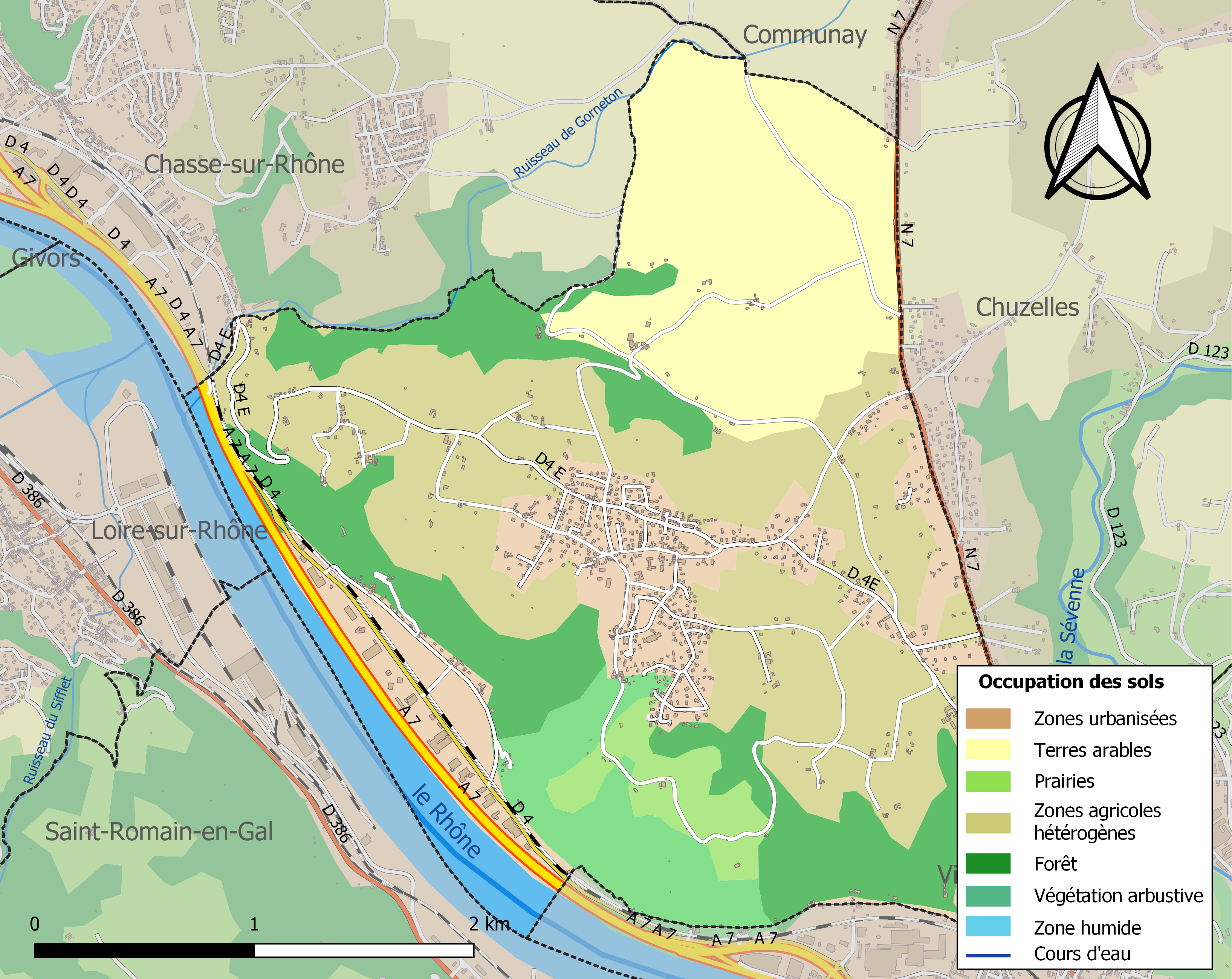
Carte des infrastructures et de l'occupation des sols de la commune en 2018 (CLC).

### Risques naturels et technologiques

#### Risques sismiques
L'ensemble du territoire de la commune de Seyssuel est situé en zone de sismicité n°3 (sur une échelle de 1 à 5), comme la plupart des communes de son secteur géographique.
| Type de zone | Niveau            | Définitions (bâtiment à risque normal) |
| ------------ | ----------------- | -------------------------------------- |
| Zone 3       | Sismicité modérée | accélération = 1,1 m/s2                |

## Toponymie
Le nom Seyssuel est attesté en latin médiéval sous les formes saxeolum au XIIe siècle, saxeellum, saxcullum[Quand ?], littéralement « petit rocher », à moins de voir dans le suffixe -eolum une réinterprétation du gaulois -ialum « clairière ». Deux hypothèses existent quant à son origine : ou bien il s'agit d'une référence au plateau sur lequel est juché le village, ce dernier étant essentiellement rocailleux (il s'agit d'une butte de gneiss dépassant du massif du Pilat pourtant situé de l'autre côté du Rhône) ; ou bien il s'agit d'une référence à l'important affleurement rocheux sur lequel se situe le château des archevêques (voir ci-dessous) où logeait la famille de Seyssuel.

## Histoire

### Antiquité et Moyen Âge
Si l’Empire romain a laissé des traces : une stèle funéraire, deux autels, une voie romaine (le Compendium qui reliait Vienne à Lyon), des morceaux de vases et des tuiles, ce sont surtout les ruines encore imposantes du vieux château appelé encore château des Archevêques, dominant le Rhône, qui retiennent l’attention du visiteur. Des recherches archéologiques auraient permis d’établir que la partie primitive du château (le donjon et sa chemise) figurerait parmi la plus ancienne de ce type dans la région.
Le « Castrum » est cité dans des textes du début du XIIe siècle comme appartenant à l’Église de Vienne, suzeraine alors de la famille « de Seyssuel ». Il demeurera sous l’autorité des archevêques de Vienne, ainsi que les territoires environnants qui constituaient le mandatement de Seyssuel, jusqu’à la Révolution. Saccagé et brûlé partiellement au début du XVe siècle, il pose toujours aux chercheurs le problème de la détermination de la date de son abandon[réf. nécessaire].

### Temps Modernes
Sous l’Ancien Régime, les habitants du mandatement qui formaient une seule communauté, dépendaient en fait de deux seigneurs : celui de Chasse et l’archevêque comte de Vienne. Au spirituel, une double appartenance également : la paroisse Saint-Martin pour Chasse, celle de Notre-Dame de Cuey pour Seyssuel.

### Époque contemporaine
En 1790, les deux châtellenies constituèrent la commune de Seyssuel qui s’appela Seyssuel et Chasse à partir de 1801 et dont l’abbé Pessonneaux, auteur présumé du « couplet des enfants » de la Marseillaise, fut brièvement le maire. Mais progressivement Chassères et Seyssuellois s’orientèrent vers l’autonomie (église, école...) et en 1853 intervint la création de deux communes distinctes, Chasse qui se tourna peu après vers l’industrie avec ses hauts-fourneaux et Seyssuel qui garda sa vocation purement agricole tout au long du XIXe siècle.
C'est la fin du XIXe siècle et surtout le XXe qui allaient apporter des changements importants dans l’économie et la physionomie de la commune de Seyssuel :
- Abandon de la vigne à la suite du phylloxéra et diversification des cultures (maraîchage, arboriculture, pépinières et polyculture avec élevage de bovins).
- Apparition d’un secteur tertiaire orienté vers des établissements de santé (sanatorium inauguré en 1923 – aujourd’hui fermé – et une maison d’Accueil Spécialisée de quarante lits).
- Implantation de deux grands établissements scolaires : un lycée agricole en 1962 et un collège d’enseignement général en 1972,

Enfin, dans le cadre du district urbain de Vienne, création et développement d’une zone industrielle importante le long du Rhône.
Depuis le XXIe siècle, des vignerons ont replanté de la vigne sur Seyssuel (syrah pour les rouges ; viognier pour les blancs) pour faire renaître ce vignoble. Ils sont une dizaine à produire du vin sur les coteaux de Seyssuel, sur une trentaine d'hectares[réf. nécessaire].

## Politique et administration

### Tendances politiques et résultats
La tendance politique penche plutôt à la droite de l'échiquier politique. En 2012, Sarkozy est préféré à Hollande à 58,13 % contre 41, 87 % pour ce dernier. C'est Frederic Belmonte, candidat divers droite, qui a gagné l’élection municipale de 2014. Un candidat de gauche s'était présenté au premier tour en obtenant environ 20 % des voix avant de retirer pour le second tour.

### Administration municipale
Maire : Frederic Belmonte.
Adjoints: Virginie Novotny, Florent Pion, Josyane Roux, Rolande Ducret, Christian Fanget
Conseillers municipaux : Pascale Del Grande, Cécile Bect, Isabelle Poncet, Céline Garcin, Jean Dupond, Damien Prieur, Maryline Carret-Melica, Liès Branche, Candy Uzel, Daniele Pfenning, Alain Gay, Jean Louis Tisnes, Jean Dupont, Jonathan Gerard.

### Liste des maires
| Période                                  | Période   | Identité          | Étiquette       | Qualité                                                                                      |
| ---------------------------------------- | --------- | ----------------- | --------------- | -------------------------------------------------------------------------------------------- |
| octobre 1944                             | mars 1965 | Marc Gagne        |                 |                                                                                              |
| mars 1965                                | mars 1978 | Robert Bonnier    |                 |                                                                                              |
| septembre 1978                           | mars 2008 | Raymond Hélion    | [sans étiquette |                                                                                              |
| mars 2008                                | mars 2014 | Gérard Vallent    | DVD             | Retraité                                                                                     |
| mars 2014                                | En cours  | Frédéric Belmonte | DVD             | Délégué de l'Assurance Maladie 14e vice-président de Vienne Condrieu Agglomération (2018 → ) |
| Les données manquantes sont à compléter. |           |                   |                 |                                                                                              |

### Instances judiciaires et administrative
La commune a un policier municipal. Cependant, la police municipale n'a pas de pouvoir d'investigation. Mais Frederic Belmonte, étant maire, est reconnu comme officier de police.

## Population et société

### Démographie
L'évolution du nombre d'habitants est connue à travers les recensements de la population effectués dans la commune depuis 1793. Pour les communes de moins de 10 000 habitants, une enquête de recensement portant sur toute la population est réalisée tous les cinq ans, les populations de référence des années intermédiaires étant quant à elles estimées par interpolation ou extrapolation. Pour la commune, le premier recensement exhaustif entrant dans le cadre du nouveau dispositif a été réalisé en 2008.

En 2022, la commune comptait 2 168 habitants, en évolution de +8,62 % par rapport à 2016 (Isère : +3,07 %, France hors Mayotte : +2,11 %).
| 1793  | 1800  | 1806  | 1821  | 1831  | 1836  | 1841  | 1846  | 1851  |
| ----- | ----- | ----- | ----- | ----- | ----- | ----- | ----- | ----- |
| 1 086 | 1 281 | 1 215 | 1 148 | 1 779 | 1 450 | 1 479 | 1 504 | 1 503 |

| 1856 | 1861 | 1866 | 1872 | 1876 | 1881 | 1886 | 1891 | 1896 |
| ---- | ---- | ---- | ---- | ---- | ---- | ---- | ---- | ---- |
| 675  | 647  | 601  | 609  | 612  | 561  | 625  | 580  | 558  |

| 1901 | 1906 | 1911 | 1921 | 1926 | 1931 | 1936 | 1946 | 1954 |
| ---- | ---- | ---- | ---- | ---- | ---- | ---- | ---- | ---- |
| 516  | 482  | 484  | 506  | 700  | 734  | 753  | 750  | 880  |

| 1962 | 1968 | 1975  | 1982  | 1990  | 1999  | 2006  | 2008  | 2013  |
| ---- | ---- | ----- | ----- | ----- | ----- | ----- | ----- | ----- |
| 747  | 801  | 1 194 | 1 345 | 1 696 | 1 889 | 1 951 | 1 968 | 2 024 |

| 2018  | 2022  | - | - | - | - | - | - | - |
| ----- | ----- | - | - | - | - | - | - | - |
| 2 010 | 2 168 | - | - | - | - | - | - | - |

### Enseignement
Les établissements scolaires de Seyssuel sont rattachés à l'académie de Grenoble et compte plusieurs établissements d'enseignement dont :
- des écoles maternelle et élémentaire
- le collège Claude-et-Germain-Grange[23]
- le lycée AGROTEC[24]

### Manifestations culturelles et festivités
- Le salon des Vins
- La Fête des Pressailles
- Rencontres Théâtrales
- Festival d'Humour
- La foire à la trouvaille annuelle
- La Fanfare de Seyssuel : qui a été créée en 1903. Elle est devenue « Harmonie » en 1982. Elle a créé son école de musique en 1960 qui depuis 1993 est devenue indépendante. Depuis la disparition de la Fanfare de Chuzelles en 1963, de nombreux musiciens chuzellois ont franchi la nationale 7 pour grossir ses rangs.
- Les championnats de France de Gymnastiques par Équipe

### Santé
À Seyssuel il y a un cabinet d'infirmier, un médecin généraliste, une orthophoniste, un cabinet de kinésithérapeutes, et un cabinet de thérapie psycho-corporelle.

### Sports
Les championnats de France de gymnastique par équipe 2015 sont organisés par le Sporting Club de Seyssuel et se dérouleront en partie à l'Atrium. La commune a obtenu les titres honorifiques de commune la plus sportive du département en 2015 (communes de moins de 3 000 habitants), ainsi que la même distinction comme commune la plus sportive au niveau régional.

### Médias
Historiquement, le quotidien à grand tirage Le Dauphiné libéré consacre, chaque jour, y compris le dimanche, dans son édition du Nord-Isère, un ou plusieurs articles à l'actualité du canton et quelquefois de la commune, ainsi que des informations sur les éventuelles manifestations locales, les travaux routiers, et autres événements divers à caractère local.

### Cultes
L’église de Seyssuel est desservie par la paroisse Sainte-Blandine des Deux Vallées, elle-même rattachée au diocèse de Grenoble-Vienne.

## Économie

### Prix Immobilier
Le marché moyen immobilier à Seyssuel est de 2 403 €/m2 selon le site "Meilleurs agents".

### Emploi
La Zone Industrielle de Seyssuel offre un nombre considérable d'emplois.

### Entreprises et commerces
- Coiffeur "Les Ciseaux de Mel"
- Esthéticienne "Anaïs Esthétique"
- Épicerie, bar "L'Atelier de Baptiste"
- Fabrique de bière "Brasserie des Roches"
- Z.I. Seyssuel

### Associations
- Amicale pétanque
- Dynamic club
- École de musique de Seyssuel-Chuzelles (EMSC)
- Judo Club Seyssuel
- Sou des écoles
- Tennis Club Seyssuel
- Sporting Club de Seyssuel
- Le Trial Club de Seyssuel
- Atelier artisanal
- Harmonie de Seyssuel-Chuzelles
- Courir à Seyssuel
- ATS
- Vitis Vienna
- Football Olympique Seyssuellois (FOS)

## Culture locale et patrimoine

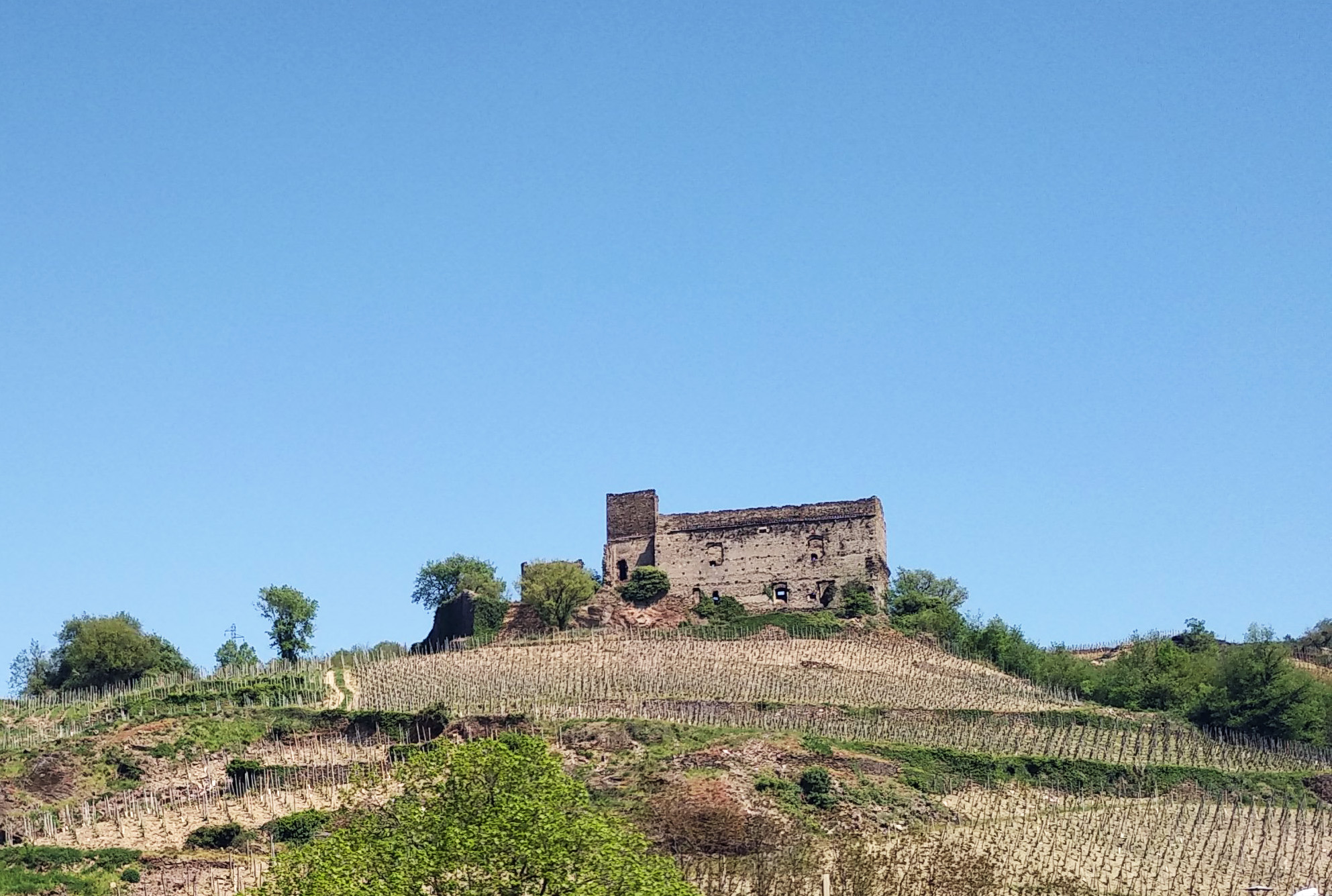
Château et vignoble de Seyssuel.

### Lieux et monuments
- Le château de Seyssuel est un ancien château épiscopal du XIIe siècle, incendié par Jean de Torchefelon, opposé à l'archevêque de Vienne, Thibaud de Rougemont qui voulait le forcer à être son vassal[26]. Les ruines du château de Seyssuel sont inscrites au titre des monuments historiques par arrêté du 19 mai 1994[27].
- Église de l'Assomption de Seyssuel

### Patrimoine naturel
Le vignoble de Seyssuel connaît un renouveau depuis les années 2000. Les vignes sont situées sur les coteaux, une partie entourant le château de Seyssuel.

### Personnalités liées à la commune
- Jean-Boris Anastassiévitch, sculpteur et graveur né dans la commune le 17 février 1926.

### Héraldique, logotype et devise
Le logo de Seyssuel met en valeur l'église et le Château des Archevêques.